# Goúves (Héraklion)
Goúves, en grec moderne : Γούβες, est un village et une ancienne municipalité (appelée Dímos Gouvón, en grec moderne : Δήμος Γουβών) du district régional d'Héraklion, en Crète, en Grèce. Depuis la réforme du gouvernement local de 2011, il fait partie du dème de Chersónissos, dont il est devenu une unité municipale. Celle-ci a une superficie de 94 963 km2. 
Selon le recensement de 2011, l'unité municipale de Goúves comptait 10 731 habitants, la communauté municipale 3 031 habitants et le village 539 habitants. 
Le village de Káto Goúves (Kάτω Γούβες) est un village balnéaire à orientation purement touristique, qui se trouve à 18 km de la ville d'Héraklion et à seulement 3 km du village de Goúrnes.